# Скуртул (струмок)
Скуртул — струмок в Україні, у Рахівському районі Закарпатської області, правий доплив Малої Шопурки (басейн Дунаю).

## Опис
Довжина струмка приблизно 3 км. Формується з багатьох безіменних струмків.

## Розташування
Бере початок на східних схилах гірської вершини Апецька. Тече переважно на південний схід і впадає у річку Малу Шопурку, праву притоку Шопурки.